# مرداویج بن بسو
مرداویج بن بسّو یا مرداویج بن بشو دیلمی از فرماندهان نظامی و امرای قرن پنجم هجری در خراسان بود. او ابتدا در خدمت سلاطین غزنویان  بود ولی با شکست سلطان مسعود  از سلجوقیان ، او در سال ۴۳۲ هجری به لشکریان طغرل بیک پیوست. پس از فتح طبرستان  و جرجان توسط طغرل، این نواحی به مرداویج بن بسو سپرده شد. او با قبول باج سالیانه و حاکمیت خلیفه عباسی و سلطنت طغرل، از آن پس قدرت داشت. مرداویج برای آن که در داخل قلمرو خود نیز مشروعیت کسب کند، با مادر انوشیروان زیاری  ازدواج کرد و تا زمان مرگ فرمانروای طبرستان ماند. برخی منابع از فردی به نام جستان نام برده‌اند که شاید فرزند او باشد. طغرل با حکومت جستان مخالفت نمود و امیر دیگری را جایگزین کرد.